# 民族思想研究会
民族思想研究会（みんぞくしそうけんきゅうかい）は、日本の右翼団体。

## 概要
1970年8月1日結成。瀬戸弘幸は1974年の第10回参議院議員通常選挙で糸山英太郎の選挙運動を手伝い、その縁で民族思想研究会に加入した。児玉誉士夫系列の団体であるとされ、代表者はヒトラーの信奉者・篠原節。福島県である程度拡大したが問題を起こして撤退したとされ、1976年、瀬戸が一部を「憂国青年同志会」（後に大日本憂国会）として引き継いだ。また瀬戸は会員同士の争いや篠原が埼玉県に引っ越したことを理由に民族思想研究会を脱退したとも述べている。
1990年11月刊行の名鑑によれば、会長は篠原節、副会長は瀬戸弘幸。埼玉県大宮市（現・さいたま市）に本部を持ち、機関誌『ガンツ・フェルト』（月刊）を発行。フリーメイソンの追放や自然保護を主張し、公共団体職員の組織化や自然社会主義思想の啓蒙活動を行っているとされる。瀬戸は「副会長というナンバー2の地位は組織図にはなかったが、事実上私であった」と述べている。
1991年4月20日、民族思想研究会、世界戦略研究所（瀬戸弘幸代表）、自然社会主義協会（篠原節代表）、国家社会主義日本労働者党（山田一成代表）の4団体が統合して国家社会主義者同盟 （篠原節代表、瀬戸弘幸副代表）が結成された。各団体は統合後も個別の活動を継続していたが、国家社会主義者同盟は後に解散した。